# Renovación Italiana
Renovación Italiana (Rinnovamento Italiano) (RI) fue un partido político italiano de ideología liberal y centrista.
Fue fundado en 1996 por Lamberto Dini (saliente primer ministro de Italia), junto con algunos antiguos liberales, socialistas, demócristianos, republicanos y socialdemócratas. El partido se unió a la coalición de centro izquierda El Olivo liderada por Romano Prodi.
En las elecciones generales de 1996 se presentó junto a Socialistas Italianos (SI), Pacto Segni y Movimiento Democrático Italiano (MDI), obteniendo el 4,3% de los votos y 26 diputados (10 para RI, 8 para Pacto Segni, 7 para SI y 1 para el MDI) y 11 senadores (5 de SI, 4 de RI, 1 para Pacto Segni y 1 para MDI).
Después de las elecciones Lamberto Dini fue nombrado ministro de Asuntos Exteriores y Tiziano Treu ministro del Trabajo en el Gobierno de Romano Prodi.
En 2002 el partido se unió a la Democracia es Libertad-La Margarita (DL). Los miembros de RI formaron dentro de DL una corriente llamada Rinnovamento, que abarcaba a alrededor del 10% de los miembros del partido. En 2007, varios miembros de esta corriente, incluyendo Dini abadonaron DL para formar los Liberales Demócratas.